# Wazoo
Wazoo è un album dal vivo del cantautore e musicista Frank Zappa, pubblicato postumo nel 2007.
Si tratta di un doppio CD contenente la registrazione di un concerto tenuto a Boston il 24 settembre 1972.

## Tracce
CD 1
1. Intro Intros – 3:19
2. The Grand Wazoo (Think It Over) – 21:17
3. Approximate – 13:35
4. Big Swifty – 11:49

CD 2
1. Ulterior Motive – 3:19
2. The Adventures of Greggery Peccary – 32:37
3. Penis Dimension – 3:35
4. Variant I Processional March – 3:28